# 側斑南鰍
側斑南鰍（學名：Schistura laterimaculata）為輻鰭魚綱鯉形目條鰍科南鰍屬的其中一種。分布於亞洲湄公河流域，體長可達5.5公分，棲息在水流快速、礫石底質河川底中層水域，生活習性不明。

## 扩展阅读
維基物種上的相關：側斑南鰍